# ナースエンジェルりりかSOS
『ナースエンジェルりりかSOS』（ナースエンジェルりりかエスオーエス）は、少女漫画雑誌『りぼん』1995年1月号から1996年6月号まで連載された、秋元康原作・池野恋作画の漫画。また、それを原作とした1995年7月7日から1996年3月8日までテレビ東京系列で放送されたテレビアニメ。
原作者とされる秋元康は「戦う看護婦」や「クイーン＝アースとダークジョーカーの名前」といった概念のみを発案した事実上の原案者であり、詳細な作品設定を考案したのは漫画版の作画を担当した池野恋である。

## テレビアニメ
テレビ東京系で1995年7月7日から1996年3月29日まで、毎週金曜日18:00〜18:30に放送された。全35話。なお、1996年3月15日から3月29日までの期間は、ミュージカル第1話から3話までを放送。
大地丙太郎のTVシリーズ初監督作品であり、その後監督を務めた『セクシーコマンドー外伝 すごいよ!!マサルさん』や『僕等がいた』などの作品でも本作のセルフパロディやオマージュが登場している。また、原作クレジットの秋元康と小室哲哉が主題歌の楽曲を担当していた。
『美少女戦士セーラームーン』などに続く変身ヒロインアニメで、コミカルだった前番組の『赤ずきんチャチャ』とは対照的にシリアス路線が特徴である。
メインスポンサーはタカラ（現・タカラトミー）。変身ヒロインのメインアイテムは新規に製作された。なお、ナースエンジェルの要素は前番組の『赤ずきんチャチャ』の変身ヒロイン・マジカルプリンセスを彷彿させたものとなっている。
本作はバンダイ（現・バンダイナムコ）がスポンサーの『セーラームーン』に対抗しうるポスト『チャチャ』と位置付けられており、同じ漫画雑誌、玩具スポンサー、テレビ局、広告代理店と制作会社とそのスタッフを『チャチャ』からそのままスライドする形となった。
また、ヒロインの脇を固める仲間キャラクターが男性であるという点は『チャチャ』と同様である。当時は『セーラームーン』が放映中で、『チャチャ』とは大きく異なるシリアスなストーリーに購買層である子供がついていけず、放送短縮となった。また、当時は変身ヒロイン路線から脱却して原作準拠に変わった『チャチャ』を終わらせ、再び変身ヒロインアニメの『りりか』が始まったことに『チャチャ』ファンが反発していたとも言われた。『チャチャ』と本作は、初めは変身した時の記憶がないところや敵組織が全滅した後も戦い続けるというところは共通している。
命と引き替えに地球を救うことを決意したりりかと、彼女を前に苦悩する人々の姿を描くという最終話の内容決定は、放映当時いじめを苦にした自殺が急増していたことを受けたもので、死を決意した人へメッセージを送る意図が込められている。『アニメディア』の企画である「今月の名場面」では150票以上を獲得し、1位に輝いた。
8ヶ月の放送期間内でりりかが2回の誕生日を迎えているため、どちらが公式の誕生日なのか混乱が起きた。後にスタッフが誕生日は7月7日とする公式見解を出した。また、りりかの誕生日パーティーがファンやスタッフ・キャストたちによって開催されている。
本作はあくまでも完結した内容となっており、OVAなどによる続編・後日談の計画はない。また、2004年に発売したDVD-BOXに「本編終了から25年後くらいの後日談」のOVAを付属させる計画もあったが、結局頓挫した。

### あらすじ
森谷りりかは、私立白鳩学園に通うどこにでもいる普通の小学4年生の女の子。10歳の誕生日に同学園に転校してきた、別の宇宙にあるもう一つの地球・クイーン＝アースの戦士カノン（加納望）から「ナースエンジェル」として地球侵略を企むダークジョーカーと戦い、地球を救う「命の花」を探す使命を託される。りりかはカノンの助けを得ながらダークジョーカーと戦っていくが、カノンは病気や死を撒き散らす黒のワクチンにその身を蝕まれていた。ナースエンジェルの聖なる力の源で残り少ない緑のワクチンを惜しむカノンは治療を拒否し、命を落としてしまう。
カノンの力を譲り受けたりりかの幼馴染・宇崎星夜をパートナーに迎え、戦いと命の花探しは続く。そしてダークジョーカーとして甦ったカノンの裏切りに傷つきながらも、すべて消費してしまった緑のワクチンはダークジョーカーから離反したデューイによって1度は補充され、りりかは星夜やデューイの助力のもとダークジョーカーの親玉であるブロスを倒す。さらにブロスの持つ黒のワクチンの力でダークジョーカーとして復活し、操られていたカノンを救い出すことにも成功した。
ところが、デューイがブロスのもとからワクチンを盗み出す際に誤って黒のワクチンをばら撒いてしまった為、ブロスを倒した後もりりかは世界中に蔓延する黒のワクチンが生み出すモンスターたちと戦わなければならなくなった。緑のワクチンがダークジョーカーと戦う度に減る一方で、命の花は見つからない。そんな中で迎えたりりかの11歳の誕生日の前日、カノンに代わってりりか達をサポートするためにやってきたクイーン＝アースの第二王女ミミナがりりかの記憶を覗き、驚愕の真実が明らかになる。
遠い昔、りりかの前世である先代のナースエンジェルが、ダークジョーカーに悪用されそうになった命の花を自分の命に封じ込めてしまった。探し求めていた命の花の種はりりかの命の中に封印されており、命の花を解放するためにはりりかの命を犠牲にしなければならない。ミミナはカノンとヘレナに全てを伝え、カノンは命の花を咲かせる為に、りりかに遠い昔から定められていた辛い運命を告げに行く。
大好きな先輩に自分の死を告げられ、「自分の命」と「世界の命」が天秤に掛けられ苦悩するりりか。地球と大好きな人達を守るために、誕生日パーティの後に星夜やデューイの反対を押し切って、咲き誇る命の花と引き換えに消えていったと思われたが、一面の花の中でりりかは目を覚まし、自分が生きていることに気づく。

### 登場人物

#### 主な登場人物
森谷りりか（もりや りりか）
声 - 麻生かほ里
本作の主人公。私立白鳩学園4年B組に通う、明るく元気で優しい女の子。誕生日は7月7日。金髪の巻き毛を赤いリボンでポニーテールに結んでおり、ナースエンジェルに変身すると身長や髪が伸びる。好きなものはケーキと漫画のどよめきトゥナイト、めきめきトゥナイト。
10歳の誕生日に加納望ことカノンから自分が「クィーン＝アース」の守護神で伝説の少女・ナースエンジェルの生まれ変わりだと知らされ、エンジェルキャップを贈られる。地球とクイーン＝アースを守るためにダークジョーカーと戦い、緑のワクチンの原料で命ある星には必ず咲くという「命の花」を探す使命を託される。
加納に一目惚れして以来恋心を抱いており、ナースエンジェルとして戦っているのも彼の役に立ちたいから。加納の前ではおしとやかに振る舞っており、加納がヘレナ王女を想っているのを感じ取っていた。星夜のアプローチには極めて鈍感だが、いつも自分を助けてくれる星夜を信頼しており、傍にいて当たり前の存在だと思っている。一方で、星夜にアプローチするミミナには焼きもちを焼いて不機嫌になる一面も。
緑のワクチンを使えば救えた筈の加納を死なせてしまった事を悔やみ続けており、一度はナースエンジェルを辞めようとしたが星夜の支えによって復帰。また、「もう目の前で誰かが死ぬのは嫌」とブロスに裏切られたデューイを助けた。その後ダークジョーカーとして復活した加納に命を狙われるが、加納の言い分を信じて星夜の訴えを聞き入れようとしなかった。加納の死や復活からの裏切りを乗り越え、操られた加納を救うために星夜やデューイと共に戦う中で、加納に贈られた言葉を胸に「すべての人々を守る」という強い使命感を抱くまでに成長していく。
11歳の誕生日の前日に黒のワクチンに侵された星夜を最後の緑のワクチンで癒し、看護師になる夢を抱く。しかし、その日の夜に現れた加納から自分の命の中に命の花の種が封じられていること、地球とクイーン＝アースを救うには命を犠牲にしなければならないと告げられる。誕生日パーティーが終わって迎えに来た加納に自分に関する人々の記憶を消すよう頼み、もう一度森谷りりかに生まれ変わりたいと願いながら消えていくが、命の花の花畑で復活を果たす。2代目EDには成長したりりかや、6年生のりりかと星夜が同窓会へ行く途中のイラストが描かれている。
漫画版では命と引き換えにナースエンジェルの力で枯れた地球の命の花を蘇らせようとし、一心同体であるヘレナ王女と力を合わせた結果、守護神・ナースエンジェルを呼び出した。4年後を描いた後日譚では中学2年生になっており、星夜と共にクイーン＝アースのカノンとヘレナの結婚式に招かれる。この頃は星夜を恋愛対象として意識しており、告白してキスをした上で結婚の約束をした。
宇崎星夜（うざき せいや）
声 - 石田彰
りりかのクラスメイトで幼馴染。りりかの家の隣にある宇崎医院の息子で口達者なお調子者。医者の息子だが、当人は血を見るのが苦手。自室の窓がりりかの部屋の窓と向かい合わせになっている。好きなものはカボチャで嫌いなものはバナナ。
りりかに片思いしているが、素直になれずにいつも口喧嘩している。りりかをいつも守りたいと思っており、りりかのピンチには誰よりも早く気づいて立ち向かっていく。跡を継ぐつもりはないが父親の仕事を誇りに思っており、馬鹿にするみゆきには腹を立てている。
戦いに巻き込まれて足手まといになることが多く、加納に戦いに関する記憶を消されていた。後に加納の超能力を分け与えられ、りりかと一緒に戦う仲間となる。最初は超能力の使い方がわからなかったが、戦いを通じて徐々に使いこなせるようになっていった。りりかが不在の時は自分だけで戦うことも多く、実力差に開きがある場合でもしぶとく粘って善戦している。デューイ曰く「頑丈」。また、りりか以上にカノンを理解している節も見られる。
最初は加納をいけ好かないと嫌っていたが、りりかを守る役目を加納に託された後は使命感を持つようになった。超能力と一緒に加納の記憶の一部を貰っており、クイーンアースとヘレナ王女の姿を知っている。加納の死から立ち直りかけたりりかを心配して単身デューイに立ち向かったり、眠いのを我慢してりりかを一晩中慰めたりなど思いやりのある所がある。加納がダークジョーカーとして復活した事を察知するがりりかに信じてもらえずに孤軍奮闘を強いられ、りりかの気持ちを利用する加納にやり場のない怒りをぶつけたことも。
りりかの11歳の誕生日のプレゼントのために密かに「りりか貯金」をしていた。りりかを庇って黒のワクチンに蝕まれ、最後のワクチンを使おうとするりりかを止めようとするが最後は説得に根負けした。将来は医者になる夢を抱く。
漫画版では誕生日が12月25日に設定されている。美月という姉がおり、久野栞に憧れられていた。りりかのサポートを引き受けてからはカノンの下で勉強を始め、クィーン＝アースから届けられたブーメランを使うようになった。一度だけカノンに似た騎士の衣装に変身している。4年後の特別編ではバスケ部に入部しており、身長が伸びて女子にモテるようになっていた。
加納望（かのう のぞむ） / カノン
声 - 菊池英博
ロンドン本校から白鳩学園に編入してきた。13歳。転校初日で親衛隊が出来るほどの美少年で、成績優秀な学校の人気者。真面目で責任感の強い性格。アニメ版ではりりか達よりも明らかに頭身が高く、他の男子生徒と違い紫色を基調にした長ズボンの制服を着用している。執事のシオンと共に洋館で暮らしている。りりかには一貫して加納先輩、星夜には加納・ある時期を境にカノンと呼ばれている。
その正体はクィーン＝アースからの使者・カノンで、地球のナースエンジェルを目覚めさせるために加納望としてりりかの前に現れた。ヘレナ王女とは幼馴染で恋人同士。記憶を消す力や瞬間移動やテレパシーなどの超能力が使え、エネルギー弾やビームサーベルで戦う。りりかをナースエンジェルに導き、早く一人前になってもらいたいと厳しく接していた。
りりかを支えながらダークジョーカーと戦っていたが、黒のワクチンに侵されてエネルギーの大半を消耗している。残り僅かな緑のワクチンでの回復を躊躇い続けた末に死期を悟り始め、自分に代わる新しい協力者として星夜に超能力を分け与えるが、力を失ってしまったためデューイとの戦いで痛めつけられ失明してしまう。その後ケトーの執拗な攻撃で致命傷を負い、りりかに緑のワクチンでケトーの魂を救わせて力尽きる。亡骸はクイーンアースからの光球に回収され、地球を去ったが、万が一の時のために、フラッシュリュージョンにりりかへのメッセージを残して星夜に託していた（ノベライズ版では同時にりりかのダメージを回復したとされる）。
彼の死は公表されず、表向きは「ロンドンに帰っていった」となっていたが、ブロスの黒のワクチンの力でダークジョーカーのダークカノンとして蘇り、りりかの自分への恋心を利用する。星夜に正体を暴かれて二人を追い詰めるが、デューイの乱入によって阻止された。りりかの技を浴びて正気に戻りかけ軟禁されるがブロスの残留思念に憑依されてしまい、りりかと星夜やデューイと戦った末に元の自分を取り戻した。その後はクイーン＝アースに帰還し、ヘレナの補佐を続けた。
最終回前後では死に瀕したクィーン＝アースや地球を救うために、りりかに命の花の真実と共に「君の命が欲しい」と告げる。「誕生日パーティーが終わるまで待って欲しい」というりりかの頼みを承諾し、パーティー終了後にりりかへの祝辞とともに見届けに現れ、星夜とデューイを呼んだ。
漫画版では小学6年生と名言されており、他の生徒同様に半ズボンを着用。りりかやミミナたちに振り回されるなどアニメ版に比べてコミカルな描写が多く、どちらかというと一同のツッコミ的な役割を果たしていた。命の花を一株だけ所持しており、シオンではなくマルルや仮の両親と共に地球に来ている。幼い頃に幻の蝶を探す途中でヘレナ王女と出会い忠誠を誓ったエピソードが描かれており、クイーン＝アース人は地球では弱ってしまうとされた。レギの攻撃から星夜を庇って死んでしまうが、霊となった状態で星夜の体に宿って力を与えたり、星夜の体を通じてりりかを激励した。守護神ナースエンジェルが地球を救ったのと同時に復活し、ヘレナ王女と再会した。

#### りりかを取り巻く人々
水原花林（みずはら かりん）
声 - 鈴木薫
りりかの親友で、ロングの黒髪にカチューシャをしている。さっぱりとした性格で頼りになる姉御肌。ミーハーなところがあり、趣味はスポーツマン系の美青年がいる店や美味しい食べ物屋のリサーチ。
加納絡みなどでりりかに色々なアドバイスをして星夜をからかうことが多いが、りりかの鈍感ぶりに呆れて安奈と共に生暖かく星夜を応援している。
バレンタインに剣道部の遠藤先輩に告白され、その後黒のワクチンに操られた先輩に冷たくされてしまうが、りりかと安奈と星夜やクラス中の女子の応援に後押しされ、引っ越す直前の先輩に本命チョコを渡すことができた。
初期にはナースエンジェルに変身する予定があったらしく、「まるごとナースエンジェルりりかSOS」に変身時の台詞が収録されている。漫画版の特別編ではショートカットにしていた。
風見安奈（かざみ あんな）
声 - 仲尾あづさ
りりかの親友で、茶髪のショートカットの少女。おっとりした性格のお嬢様。アニメ版では誰にでも敬語で喋るが突然くだけた言葉を使ったり、随所で天然ボケを発揮する。りりかのためにケーキを焼いたり、ドレスを貸してあげたりしていた。
両親が出会うきっかけとなった紫の君伝説の湖がある別荘で、ダークジョーカーのフォギーに恋心を利用されてしまったことがある。
初期にはナースエンジェルに変身する予定があったらしく、「まるごとナースエンジェルりりかSOS」に変身時の台詞が収録されている。漫画版では花林同様タメ口で話し、特別編では髪をロングに伸ばしていた。
桑野みゆき（くわの みゆき）
声 - 松岡恵美子
「加納望親衛隊隊長」を務める私立白鳩学園4年A組の女子生徒で、大きなおでこがチャームポイント。ライバルのりりか・星夜には「野蛮人」と呼んでいる。
大病院ゼネラルホスピタルクワノの院長の娘なのを鼻にかけており、宇崎医院を小さな病院と見下しているため星夜とは犬猿の仲。
卑怯なやり方でライバルを蹴落とすような事はせず、曲がったことが大嫌いな毅然とした性格。実は忙しい父に構って貰えないことを寂しがっており、りりかの父である一等と交流を持ったことも。
加納に失恋して親衛隊を解散してからはデューイが気になっており（2話の時点でバラを貰った時に見惚れていた）、命を助けられてからははっきりと好意を寄せるようになった。バレンタインの時は大勢の女子たちとともに彼を攫っていった。
初期にはナースエンジェルに変身する予定があったらしく、「まるごとナースエンジェルりりかSOS」に変身時の台詞が収録されている。
鈴木栄子（すずき えいこ）
声 - 佐藤美佳子
加納望親衛隊隊員のひとり。茶髪で背が低い。加納望親衛隊には多数のメンバーがいることが第1話、第20話などで確認できるが、それ以外のエピソードでは彼女と美子以外のメンバーは登場しない。
実質的にはみゆきの親衛隊員であり、加納望親衛隊が解散した後もみゆきの傍にいる。
ミュージカル版での名前は「杉山栄子（すぎやまえいこ）」。
鈴木美子（すずき びいこ）
声 - 渕崎ゆり子
加納望親衛隊隊員のひとり。黒髪で背が高い。実質的にはみゆきの親衛隊員であり、加納望親衛隊が解散した後もみゆきの傍にいる。
ミュージカル版での名前は「竹田美子（たけだよしこ）」、ノベライズでは「鈴木美子（すずきよしこ）」だった。
森谷一等（もりや かずひと）
声 - 藤原啓治
りりかの父親。植物園で研究員をしており、絶滅したといわれる命の花を研究していた。漫画版では巨人ファン。
可愛がっているりりかにうっとおしがられしょげる一幕も。犬が苦手だったが、りりかにハーブの散歩を押し付けられた甲斐あって克服する。
森谷賞（もりや しょう）
声 - 湯浅香織
りりかの弟。少々ませていて生意気な性格だが、姉よりしっかりした幼稚園児（年長組）。
幼稚園で同じクラスの美沙のことが好きだが、当の本人はデューイにすっかり夢中になってしまっている。
森谷まどか（もりや まどか）
声 - 天野由梨
りりかの母親で専業主婦。しっかり者の性格。娘の前では優しくも厳しい母親で、怒ると怖いらしい。星夜から料理を絶賛されていた。
森谷くるみ（もりや くるみ）
声 - 三ツ矢雄二
りりかの祖母で元看護師。趣味はテレビゲームで、シルバーサッカーチームのキーパーを務めるなど元気のいいおばあちゃん。家族の中で最もりりかと仲の良い人物。既に他界した夫はなかなか情熱的だったらしい。
ハーブ
声 - 石田彰
雑種の子犬で大きな洋館に置き去りにされ、空腹で白鳩学園に迷い込んできたところをりりかに拾われた。加能曰く本来の飼い主は訳あって海外に転居したらしく、りりかの家に引き取られる事になった。
首輪に英語で「HERB」と名前が書かれていたことから、星夜にはそのままローマ字読みの「ヘーブ」と呼ばれている。第14話から首輪がリボンに変更された。
賢い性格で、森谷家の番犬としての役割を果たしている。ダークジョーカーの気配に反応して何度もりりかに知らせたり、ダークジョーカーに立ち向かったりした。アニメ版ではマスコットキャラクターとされ、おもちゃが発売された。
宇崎宙（うざき そら）
声 - 坂東尚樹
星夜の父親で、宇崎医院の院長。小さな病院の主治医だが腕は確か。熱心で善良な医者だが、ダークジョーカーの黒のワクチンに冒された人は治せないのでいつも四苦八苦している。
宇崎裕子（うざき ゆうこ）
声 - 冨永みーな
星夜の母親で、いつも息子やりりか達を気遣う優しい女性。
赤瀬川（あかせがわ）
声 - 大林隆之介
宇崎医院に入院している名物患者トリオの1人。なにかとうんちくを披露する院長よりも院長らしい雰囲気の老人で、あだ名は「院長」。いつも元気だが、何が原因で宇崎医院に入院しているのかは不明。
紅葉狩りの名所の天峰山近くの診療所で、天峰山に伝わる天女伝説をりりかと星夜に教えた。入院歴はとにかく凄く長いらしい。第2話では「38年」、第5話では「52年」といった具合に、話数によって自称する入院歴の年数が違う。
西所沢（にしところざわ）
声 - 柏倉つとむ
宇崎医院に入院する名物患者トリオの1人で、通称「詩人」。長髪に着流し姿のいかにも文学青年といった風貌で、芝居がかった文学的な台詞が特徴的。
他の二人に比べると病弱そうにも見えるが、赤瀬川同様何が原因で入院しているのかは不明。
山崎（やまざき）
声 - 菊池英博
宇崎医院に入院する名物患者トリオの1人で、通称「グレート」。子供っぽく豪快な性格で、いかにもスポーツマン的な大柄でたくましい風貌をしている。いつも鹿児島弁で喋る。
いつもダンベルで身体を鍛えているが、注射が怖い。トリオの中で一番病院とは縁がなさそうに見え、何が原因で入院しているのかは不明。

#### クイーン＝アースの人々
ヘレナ王女
声 - 天野由梨
地球と対になるクイーン＝アースの第一王女。幼馴染で騎士のカノンとは恋仲。おしとやかな性格で儚げに見えるが芯は強い。毛先だけ巻いた黄緑色のロングヘアや青い瞳を除けば、りりかと瓜二つ。
強い超能力の持ち主で、自らも黒のワクチンに蝕まれ病床に伏しながらも、クイーンアースを覆う黒のワクチンの力を一人で食い止めている。地球のカノンやりりかに対しても、テレパシーでサポートをしている。
最終回では余命幾ばくもない状態に追い込まれて目も見えないほどに衰弱していたが、命を犠牲にしたりりかのために自分の残った力を全て与える。これにより、りりかの命は奇跡的に助かることになった。命の花の力でダークジョーカーが消滅したため、結果として彼女自身も元の体力を取り戻した（最終話エンディングで、健康を取り戻した様子を見せている）。
漫画版ではもう一人の主人公として扱われている。少しずつ体が弱ってきているが、りりかに直接テレパシーで語りかけたり、力を送ってりりかと共に戦うなど頻繁にサポートしている。りりかとは対になる存在で命を共有しているため、ヘレナ王女が死ぬとりりかも死んでしまう。カノンの死に際しては涙しながらも気丈さを見せていた。黒のワクチンに覆われた地球を救うためにりりかと共に死を決意するが、守護神ナースエンジェルに救われ、復活したカノンと再会した。後日譚の特別編ではカノンとの結婚式にりりかと星夜をクイーン＝アースに招待した。
ミミナ / 加納ミミナ
声 - 並木のり子
クイーン＝アースの第二王女でヘレナの妹。カノンがクイーン＝アースに帰還した後、ナースエンジェルのお目付け役として地球に来た。地球ではフランスから来たカノンの妹「加納ミミナ」を名乗り、白鳩学園に編入した。
クイーン＝アースで唯一「人の心を読む力」を持つ。学園の男子を虜にするほどの美少女だが活発でわがままなおてんば娘で、若干ませた性格。星夜に一目惚れして以来、大胆なアタックを仕掛けている。ミミナ曰くマリー・アントワネットは自分に似ているらしい。ヘレナを尊敬しており、何かにつけてりりかをヘレナと比較していた。ダークジョーカーとしてクイーン＝アースを襲っていた頃のデューイを見たことがあるらしく嫌っていたが、最後には渋々だが認めるようになった。
星夜への焼きもちからりりかの心を覗いた時にりりかの前世の記憶を見てしまい、急いでクイーン＝アースに帰ってヘレナやカノンたちにある事実を伝えに行った。
漫画版では治癒能力の持ち主で、アニメよりも早い段階で地球へ出向いて瀕死のカノンを救った。また、地球では弱ってしまうクイーン＝アース人では例外的に地球に順応しているとされる。星夜と共にりりかをサポートし、後にクイーン＝アースから届けられた指輪でバリアーを張ることができるようになった。レギは好みのタイプらしい。ナースエンジェルのコスプレで戦う事があるが、戦闘能力自体は皆無（ミミナが使用するエンジェルバトンの模造品については、「漫画」の項参照）。
マルル
声 - 嶋方淳子
ミミナと共に地球にやってきたお付きの妖精。地球人の前ではぬいぐるみの振りをしている。緑色の体毛をしており、言葉に付ける語尾は「マル」。
漫画版では命の花探査動物で変身能力があり、カノンと共に地球に来て当初からりりかたちをサポートした。
シオン
声 - 高橋広司
カノンの執事として、地球にやってきたクイーンアースの人間。
命の花の捜索やカノンの学校への送迎も行い、彼をサポートするが、ケトーの攻撃で絶命。亡骸は、クイーンアースからの光球に回収された。

#### ダークジョーカー
ブロス
声 - 堀川亮
ダークジョーカーを率いる首領で、デューイやケトーと比べて体のサイズが一際大きい。黄色とピンクのオッドアイと長くうねった黒髪や、公家のような女性的な喋り方と物腰が特徴。黒のワクチンで生み出した剣や邪悪な魔術を使い、実態のある幻覚を作り出したり、自分の影から作り出した蝙蝠を操ったりなどもできる。
黒のワクチンの力で惑星を侵略し、やがては宇宙全てを命の絶えた静寂な星に作り変えようと目論んでいる。クイーン＝アースを壊滅寸前に追い込んだ上に命の花を根こそぎ黒のワクチンに作り変え、次はその姉妹星である地球への侵略を開始した。
普段は寛大で余裕のある振る舞いを見せるが、本性は卑劣で冷酷な性格で、一度狙った獲物は絶対に逃さない。自分に忠誠を誓うデューイを捨て駒にした上に、自らの意に反したデューイを痛めつけたり、りりかやヘレナ王女を苦しめるために黒のワクチンの力でカノンを復活させたりもした。一方で、デューイに黒のワクチンの入った容器を破壊されたり、りりかの攻撃で顔に傷をつけられた時は激しく取り乱した。
りりか達によって倒される際に自分の力を全てカノンに与え、カノンに憑依して二人分のパワーを上乗せした状態でりりか達と戦ったが、りりかと星夜の連携によってカノンから引き剥がされ完全に倒された。
その正体はデューイ曰く「悪の意識体によって生み出された実体のない怪物のような存在」で、黒のワクチンが具現化した悪のモンスター。ピュアホワイトがいた時代に宇宙を襲ったダークジョーカーのモンスターがブロスに酷似しているが、詳細は不明。配下を美少年や美青年ばかりで揃えている。
ケトー
声 - 石井康嗣
ダークジョーカーの一員で幹部クラスの一人。赤毛で筋肉質の青年。プライドの高い野心家で、やがてはブロスを追い落として自分が首領になろうと目論んでいる。変装が得意で、度々地球人に成りすましてりりか達の周囲に潜入していた。配下には人間の男性が多い。
配下のダークジョーカーを使ってりりかを苦しめるが、失態を重ねていく。デューイへの対抗意識が強く、自分を蔑ろにするブロスに内心では恨みを抱いている。
最大の障害だったカノンが力を失った後はブロスに見限られてしまい、カノンとりりかを逆恨みして暴走する。カノンをさらって痛めつけた姿をりりかに見せつけた上で二人を倒そうとするが、怒りに燃えるりりかの攻撃で命を落とす。しかし憎しみに囚われた魂だけが残り、りりかの緑のワクチンに癒され昇華した。
元々は黒のワクチンに感染した人間だったらしく、監督の談によると緑のワクチンで魂を癒された後は故郷の惑星に帰り、木こりとして生活しているらしい。漫画版では命の花の捜索隊長として登場。
デューイ
声 - 渕崎ゆり子
ダークジョーカーの一員で幹部クラスの一人。銀髪に長い三つ編みの中性的な美少年。カノンと同じ13歳で身長もほぼ一緒。プライドが高く嫌味で饒舌な皮肉屋で、ゲーム感覚で敵を弄ぶ残酷な性格。アジトではチェスを嗜んでいた。他人を見下して挑発するのを好み、ケトーとは折り合いが悪い。ブロスを肉親のように慕い忠誠を誓っていた。カノン同様超能力やビームサーベルで戦い、配下にはモンスターが多い。初めの内はりりかを馬鹿にしていたが、りりかの成長に従い実力を認める素振りを見せるようになっていた。
りりかを倒す為にブロスに新しい力と称して「痛みを感じない身体」にされ暴走し続けた結果、捨て駒として使い捨てられたのをりりかに僅かな緑のワクチンで救われる。その後は借りを返そうとダークカノンからりりかと星夜を救い、ブロスの館から奪った黒のワクチンを救援と共にりりかに渡した（この時にダークジョーカーのマークが消滅する）。ブロスの怒りを買ったことを察し、りりかと星夜にもう自分と関わらないよう言い残すが、ブロスの分身に追い詰められたところをりりかと星夜に助けられてからは二人の心強い仲間になった。
りりかの味方になった後は26話のカノン戦を除いて地球人の服で行動し、生活感のある描写も見られるようになった。また、どこか幼く力に溺れがちだったダークジョーカーの頃と比べると、大人びてクールで照れ屋な性格になっている。自分を救った時のりりかの姿が忘れられずに好意を抱いている節も見られ、りりかと星夜や森谷家の優しさに触れた後は地球とりりかのことを知りたいと思うようになり、りりかを守るためなら命を投げ打つことも辞さなくなる。星夜を小馬鹿にして軽口を叩き合っているが、ブロスとの決戦で頼りにするなど内心では仲間として認めている。
森谷家で夕食に招かれて以来、地球の食べ物（特に和食）が気に入ったらしく、くるみに構われていた。仲間になった後はりりかの名前を呼べず、訂正されても「ナースエンジェル」と呼び続けていた。監督の談によると、故郷の惑星の戦争で両親を亡くして荒んでいった時にダークジョーカーにつけ込まれたらしい。
元々はアニメのみのキャラクターだったが人気が出たため、漫画版の特別編にカノンの親友でクィーン＝アースの近衛隊長として登場。りりか達が戦っていた頃はダークジョーカーの黒のワクチンに蝕まれて病に倒れていた。りりかの話を聞いて憧れていたらしく、カノンに暴露されて慌てていた。ミミナと親しく、からかわれたりして尻に敷かれているらしい。
レギ
漫画版にのみ登場。ダークジョーカーの一員でブロスの弟。一等と知り合いのドイツ人研究者の息子に成りすまし森谷家を訪れ、影のある美少年を演じてりりかを口説き落とそうとした。正体を現した後はりりかの家族を操るが、星夜とミミナに撃退される。カノンと星夜とミミナを「時のはざま」にさらい、カノンを殺したことでりりかの逆鱗に触れて倒された。

#### その他
ナースエンジェルピュアホワイト
声 - 麻生かほ里
アニメ版にのみ登場。かつて地球でダークジョーカーと戦った「伝説のナースエンジェル」で、全宇宙の愛と正義の心を担って誕生した少女。りりかにそっくりだがピンクを基調としたりりかのナースエンジェルとは違い、淡い青色が基調の衣装を身に纏っており、瞳の色は緑。
命の花をダークジョーカーに利用させないためにあえて絶滅させ、その種を自らの命に封じ込めて命の花と運命を共にした。その後、ダークジョーカーの再度の侵攻に伴い、地球の森谷りりかとクイーン＝アースのヘレナ王女に分かれて生まれ変わった。赤瀬川が入院した病院に近い天峰山に伝わる「天女伝説」は、彼女の事を指しているとも解釈できる。
ミミナが覗いたりりかの前世の記憶に現れ、りりかが変身したナースエンジェルとクイーン＝アースからのヘレナ王女の力が融合した事で復活した。その後、星夜たちの前にりりかを抱いたピュアホワイトが現れ、りりかと共に姿を消した。
「ナースエンジェルピュアホワイト」という名称は劇中に登場せず、後に竹田裕一郎が伝説のナースエンジェルの公式呼称として一部に公開した。
守護神ナースエンジェル
漫画版にのみ登場。クイーン＝アースの守護神。ウェーブがかった長い髪の女性で、天使のような翼に王冠とドレスを身に纏っている。
りりかとヘレナ王女の力によって復活し、地球に命の花を溢れさせてりりかとヘレナ王女の命を救った。番外編では、8年前に蝶の姿で蜘蛛の糸にかかっていたのを幼い頃のりりかと星夜に助けられていた。

### 用語
ナースエンジェル
クイーン＝アースの守護神とされる伝説の少女。緑のワクチンが力の源で、ダークジョーカーを浄化できる唯一の存在。激痛を伴うが、黒のワクチンを緑のワクチンに変換することもできる。黒のワクチンが具現化したモンスターを浄化したり、黒のワクチンに感染した人間を真人間に戻すことができる。漫画版とアニメ版で設定に差異がある。
緑のワクチン
ナースエンジェルの戦う力の源となるワクチン。生き物の病気や怪我を癒して活力を与えたり、ダークジョーカーの中の黒のワクチンを浄化することができる。
黒のワクチン
ダークジョーカーの力の源となるワクチン。人や植物を病気や枯らすなどで弱らせ、人間をダークジョーカーに変えてしまう。ナースエンジェルには黒のワクチンを緑のワクチンに変える力が備わっているが、その際には激痛に耐えなければならない。
命の花
命あふれる惑星には必ず存在するとされる薬用植物。緑のワクチンと黒のワクチンは、どちらもこの花を原料にして作られる。漫画版では地球とクイーン＝アースで葉の形状に違いがあり、アニメ版でも踏襲される予定だったが放送短縮に伴い頓挫してしまった。
クイーン＝アースの命の花は全てダークジョーカーに奪われ黒のワクチンにされてしまったため、カノンは地球のどこかにあるはずの命の花を探し求めていた。植物学者であるりりかの父・一等によれば、すでに絶滅してしまったらしい。
クイーン＝アース
地球とは別の宇宙に存在するもうひとつの地球で、対の存在である地球とはいわゆる運命共同体。かつては緑咲き乱れる美しい惑星だったが、ダークジョーカーの侵攻によって滅亡の危機にある。
クイーン＝アースの人間は全員超能力を持つが、ミミナ王女といった例外を除いて地球では弱ってしまう。ヘレナ王女はクイーン＝アースと命を共有しており、クイーン＝アースの壊滅はヘレナ王女の死を意味する。
ダークジョーカー
黒のワクチンを力の源とし、死と破壊を司り宇宙をさまよう邪悪な思念体とされる。クイーン＝アースを誰にも気づかれないうちに侵略し、脱出したカノンを追って地球やりりかを狙う。地球の侵攻の際には月の裏側にアジトが隠されている。
ダークジョーカーの右手の甲には青いスペードのマークがある。黒のワクチンに感染した人間と黒のワクチンが具現化したモンスターに別れているらしく、首領のブロスは後者であるとされる。

#### ナースエンジェルのアイテム
メインスポンサーのタカラ（現・タカラトミー）は前番組『赤ずきんチャチャ』の変身ヒロインとしてのポストを踏襲しており、これらのアイテムは玩具の商品展開もあってのものとなった。
エンジェルキャップ
りりかがナースエンジェルに変身するときに使用するナースキャップ。もともとはヘレナ王女がナースエンジェルを探し出す使命と共にカノンに託したものだったが、カノンはこれをりりかの10歳の誕生日にプレゼントとして手渡した。
変身時に必ずりりかの手元になければならないというわけではなく、第9話では敵に奪われたキャップがりりかの念に反応して彼女の手元に戻るといった描写も見られた。
エンジェルバトン
ナースエンジェルの主戦力となる武器。中に緑のワクチンの入ったカプセルを装着することで、ダークジョーカーを浄化する必殺技「エンジェルシャインスクロール」「エンジェルエイドボムビーム」の発動や、黒のワクチンに冒された者や重い怪我や病気を負った人間の治癒ができる。
緑のワクチンが装着されていない状態でも、バトンの先から光線を放つ「エンジェルビーム」などの技が使用可能だが、威力は緑のワクチン装着時より弱まる。「エンジェル・ビューアップ」「エンジェルシャインスクロール」「エンジェルエイドボムビーム」の台詞にはテロップが入っていた時期があった。
エンジェルハートカルテ
ダークジョーカーや、黒のワクチンに冒された人間の居場所を突き止めることができるアイテム。薄型の電子手帳のような形状で、タッチペンで操作する。カノンがダークジョーカーとなった時には重要な役割を果たした。
メディカルボックス
小型のお医者さん鞄のような形状のアイテムで、大地のエネルギーを注入することで傷ついた人を治癒したり、植物を芽吹かせたりすることができる。
ナースヒーリングペン
ペン型のアイテムで、軽い怪我や頭痛の治癒ができる。

### 放送後の反響・イベントについて
最終回の反響もあり、放送終了後もしばしば「りりかの誕生日会」として、ファンやスタッフ・キャスト達の交流イベントが行われていた。
昨今ではSNSの発達もあり、Twitterでは毎年7月7日に合わせて大地監督や麻生かほ里が、そして多くの根強いファンが彼女の誕生日を祝福している。
2019年6月8日に配信されたNHK-FM放送ラジオアニソン・アカデミーでは、メインパーソナリティを務める中川翔子が麻生かほ里をゲストに招いた（出演のきっかけはフレンズオブディズニーで共演した際の中川の直談判によるもの）。
中川はリアルタイムで本作を見て大ファンになった事を言及。麻生も本作のセル画を当時のスタッフから多数受け取っていた事を明らかにし、その内1枚を中川にプレゼントした。本作の裏話についても言及し、後半では麻生かほ里による「笑顔を忘れない」の生歌が披露された。
2020年は放送から25年という事もあり、当初は大々的なイベントを行うことを大地監督のTwitterで仄めかされていたが、新型コロナウィルスにより開催出来なくなってしまった。後に同年7月12日に南青山MANDALAで無観客配信された「Kaori'n-the-Box 2020〜tsunagu kokoro〜」の中で、当初予定していたイベントが出来なくなってしまった事、池野恋による書下ろしのナースエンジェルのイラストとメッセージの披露、大地監督との電話対談が行われた（大地自身も同年7月7日に自身のインスタライブで本作の制作秘話を語っている）。
その後、多数のセル画に囲まれる中で「りりかSOS」「どーにか こーにか」「笑顔を忘れない」を歌った。

### スタッフ
- 原作：秋元康
- 漫画：池野恋
- アソシエイツプロデューサー：若菜章夫（スタジオぎゃろっぷ）
- 演出協力：高橋良輔（あかばんてん）
- 監督：大地丙太郎
- キャラクターデザイン/総作画監督：渡辺はじめ
- 美術監督：小林七郎
- 撮影監督：羽山泰功
- 音楽：光宗信吉
- 音響監督：田中一也
- プロデューサー：小林教子（テレビ東京）・松下洋子（NAS）
- 動画チェック：手島のり子、鳥羽厚、朱韋光、片山基成
- 美術監督補：加藤賢司、高橋久嘉
- 背景：小林プロダクション
- 色彩設定：横井正人
- 色指定：平原加奈、新里美千代、高石峯子、若菜陽子、佐藤秀一
- 特殊効果：完甘幸隆、岡島雄二、前川孝、村口冬仁
- 撮影：清水宏泰、風村久生、小林徹、荒川浩介、西山政良、赤沢賢二、筒井義明、長谷川裕、星知良、荒川智志、中富広志、加藤顕、遠藤匠彦、中川晶男
- 編集：松村正宏、伊藤裕（JAY FILM）
- タイトル：マキ・プロ
- 現像：東京現像所
- 音響制作協力：ビーライン
- 音楽協力：テレビ東京ミュージック
- 音響効果：神保大介（スワラ・プロ）
- 調整：桑原邦男（ビーライン）
- キャステング協力：柿原隆之、高倉順子
- 録音スタジオ：代々木アニメーション学院原宿校スタジオ
- プロデューサー補：重松征史（スタジオぎゃろっぷ）
- 制作協力：ゆめ太カンパニー、ノーサイド、サムタック企画、ダイゾウプロダクション
- 製作進行：菊川秀夫、山本晴子、高山昌義、小林功治、宮下勇治、香月雅、河村義治、城倉啓二、鮎田善史
- 広報：門司玲子→神宮綾（テレビ東京）
- アニメーション制作：スタジオぎゃろっぷ
- 製作：テレビ東京、NAS

### 主題歌
オープニングテーマ
- 「恋をするたびに傷つきやすく…」（第1話から第26話）歌：翠玲 (cutting edge)
作詞：秋元康 作曲：小室哲哉 編曲：小室哲哉＆久保こーじ
- 「どーにか こーにか」（第27話から第35話）歌：南英子(コロムビアレコード)
作詞：秋元康 作曲：鈴木キサブロー 編曲：岩崎文紀

エンディングテーマ
- 「りりかSOS」（第1話から第23話）歌：麻生かほ里
作詞：秋元康　作曲：まりちゃんズ 編曲：岩本正樹
- 「笑顔を忘れない」（第24話から第35話）歌：麻生かほ里
作詞：有森聡美 作曲：工藤崇 編曲：岩本正樹

共にスターチャイルドレコード

### 放送リスト
| 話     | 放送日        | サブタイトル                   | 脚本       | コンテ     | 演出       | 作画監督            |
| 第一部 | 第一部        | 第一部                         | 第一部     | 第一部     | 第一部     | 第一部              |
| ------ | ------------- | ------------------------------ | ---------- | ---------- | ---------- | ------------------- |
| 1      | 1995年 7月7日 | 白き天使舞いおりて             | 戸田博史   | 大地丙太郎 | 大地丙太郎 | 伊東芳弘            |
| 2      | 7月14日       | バラの花束は危険な香り         | 竹田裕一郎 | 桜井弘明   | 桜井弘明   | 林明美              |
| 3      | 7月21日       | 伝説は遠き星をこえて           | 面出明美   | 牛草健     | 牛草健     | 朴致萬              |
| 4      | 7月28日       | 小さな友情のはじまり           | 平見瞠     | 渡辺純央   | 渡辺純央   | 鳥羽厚              |
| 5      | 8月4日        | 輝くちから失わないで           | 竹田裕一郎 | 酒井伸次   | 酒井伸次   | 朴致萬              |
| 6      | 8月11日       | あこがれは霧の中に             | 戸田博史   | 杉島邦久   | 杉島邦久   | 渡辺はじめ          |
| 7      | 8月18日       | 思い出は宝石のひかり           | 面出明美   | 岡崎幸男   | 岡崎幸男   | 林明美              |
| 8      | 8月25日       | すれ違いながら微笑んで         | 平見瞠     | 桜井弘明   | 桜井弘明   | 朴致萬              |
| 9      | 9月1日        | 光よ本当の顔を教えて           | 面出明美   | 山崎茂     | 山崎茂     | 鳥羽厚              |
| 10     | 9月8日        | はじめてのとまどい             | 平見瞠     | 牛草健     | 牛草健     | 朴致萬              |
| 11     | 9月15日       | いのちの花を求めて             | 竹田裕一郎 | 酒井伸次   | 酒井伸次   | 渡辺はじめ          |
| 12     | 9月22日       | カノン光にまぎれて             | 戸田博史   | 岡崎幸男   | 岡崎幸男   | 林明美              |
| 13     | 9月29日       | きずなは戦う力となって         | 面出明美   | 杉島邦久   | 杉島邦久   | 朴致萬              |
| 14     | 10月6日       | 星に消えたカノン               | 平見瞠     | 渡辺純央   | 山崎茂     | 鳥羽厚              |
| 15     | 10月13日      | さよならが言えないまま         | 大地丙太郎 | 大地丙太郎 | 大地丙太郎 | 渡辺はじめ          |
| 16     | 10月20日      | 天使の誓い ふたたび            | 平見瞠     | 桜井弘明   | 桜井弘明   | 渡辺はじめ          |
| 17     | 10月27日      | 闇にむかう二つの光             | 面出明美   | 牛草健     | 牛草健     | 朴致萬              |
| 18     | 11月3日       | 天女の祈り赤く映えて           | 竹田裕一郎 | 岡崎幸男   | 岡崎幸男   | 林明美              |
| 19     | 11月10日      | よみがえる命の輝き             | 丸尾みほ   | 高本宣弘   | 高本宣弘   | 朴致萬              |
| 20     | 11月17日      | カノンふたたび                 | 戸田博史   | 山崎茂     | 山崎茂     | 片岡恵美子 朱偉光   |
| 21     | 11月24日      | 遠ざけられた心                 | 丸尾みほ   | 杉島邦久   | 杉島邦久   | 時永宜幸            |
| 22     | 12月1日       | 悲しい真実                     | 平見瞠     | 酒井伸次   | 酒井伸次   | 朴致萬              |
| 23     | 12月8日       | 聖なる願い涙にゆれて           | 平見瞠     | 岡崎幸男   | 岡崎幸男   | 林明美              |
| 24     | 12月15日      | デューイ新なる輝き             | 面出明美   | 桜井弘明   | 桜井弘明   | 小西洋子 渡辺はじめ |
| 25     | 12月22日      | 招かれた最後のパーティ         | 面出明美   | 高本宣弘   | 高本宣弘   | 朴致萬              |
| 26     | 1996年 1月5日 | お帰りなさい…                  | 竹田裕一郎 | 大地丙太郎 | 牛草健     | 時永宜幸            |
| 第二部 |               |                                |            |            |            |                     |
| 27     | 1月12日       | お騒がせ王女のひとめぼれ       | 戸田博史   | 酒井伸次   | 酒井伸次   | 原憲一              |
| 28     | 1月19日       | ときめくおデコに陽がさして     | 丸尾みほ   | 牛草健     | 吉田健次郎 | 楠田悟              |
| 29     | 1月26日       | 叶えて、小さな願いを           | 面出明美   | 岡崎幸男   | 岡崎幸男   | 林明美              |
| 30     | 2月2日        | 魔法の靴が走ってた             | 平見瞠     | 杉島邦久   | 杉島邦久   | 朴致萬              |
| 31     | 2月9日        | 花林が渡したチョコレート       | 竹田裕一郎 | 桜井弘明   | 桜井弘明   | 竹市真              |
| 32     | 2月16日       | もしかして命の花？             | 平見瞠     | 高瀬節夫   | 高瀬節夫   | 亀井隆              |
| 33     | 2月23日       | 危険な詩（うた）に笑顔消されて | 丸尾みほ   | 吉田健次郎 | 吉田健次郎 | 森中正春            |
| 34     | 3月1日        | 明された最後の運命             | 平見瞠     | 桜井弘明   | 桜井弘明   | 林明美              |
| 35     | 3月8日        | 白き天使永遠に                 | 面出明美   | 大地丙太郎 | 桜井弘明   | 和田高明            |

※ミュージカル放映リストは「ミュージカル」の項目に掲載

### 放送局
| 放送日時・放送体制                                  | 放送時間                                                  | 放送局             | 対象地域       | 備考            |
| --------------------------------------------------- | --------------------------------------------------------- | ------------------ | -------------- | --------------- |
| 1995年7月7日 - 1996年3月29日 （同時ネット）         | 金曜 18:00 - 18:30                                        | テレビ東京         | 関東広域圏     | 製作局          |
|                                                     |                                                           | テレビ北海道       | 北海道         |                 |
|                                                     |                                                           | テレビ愛知         | 愛知県         |                 |
|                                                     |                                                           | テレビ大阪         | 大阪府         |                 |
|                                                     |                                                           | テレビせとうち     | 岡山県・香川県 |                 |
|                                                     |                                                           | TXN九州            | 福岡県         | 現・TVQ九州放送 |
| 遅れネット                                          | 木曜 16:30 - 17:00                                        | テレビ岩手         | 岩手県         | 日本テレビ系列  |
|                                                     | 日曜 9:30 - 10:00                                         | 仙台放送           | 宮城県         | フジテレビ系列  |
| 1995年12月5日 -                                     | 火曜 16:55 - 17:25                                        | 秋田放送           | 秋田県         | 日本テレビ系列  |
| 遅れネット                                          | 火曜 16:00 - 16:30                                        | 山形放送           | 山形県         | 日本テレビ系列  |
|                                                     | 金曜 16:30 - 17:00                                        | 福島テレビ         | 福島県         | フジテレビ系列  |
| 1995年8月4日 - 1996年4月12日                        |                                                           | 新潟放送           | 新潟県         | TBS系列         |
| 1995年8月6日 - 1996年3月31日 1996年4月5日 - 4月19日 | 日曜 10:30 - 11:00 金曜 16:27 - 16:55                     | チューリップテレビ | 富山県         | TBS系列         |
| 1995年7月14日 - 1996年4月4日                        | 金曜 16:30 - 17:00 （4月4日放送分のみ木曜 16:30 - 17:00） | 石川テレビ         | 石川県         | フジテレビ系列  |
| 遅れネット                                          | 火曜 16:30 - 17:00                                        | 長野放送           | 長野県         | フジテレビ系列  |
|                                                     | 日曜 9:30 - 10:00                                         | テレビ静岡         | 静岡県         | フジテレビ系列  |
|                                                     | 木曜 18:30 - 19:00                                        | 岐阜放送           | 岐阜県         | 独立局          |
|                                                     | 水曜 16:45 - 17:15                                        | 三重テレビ         | 三重県         | 独立局          |
|                                                     | 日曜 12:00 - 12:30                                        | KBS京都            | 京都府         | 独立局          |
|                                                     | 日曜 11:00 - 11:30                                        | 広島テレビ         | 広島県         | 日本テレビ系列  |
|                                                     | 金曜 17:00 - 17:30                                        | 南海放送           | 愛媛県         | 日本テレビ系列  |
|                                                     | 月曜 17:30 - 18:00 ↓ 月曜 17:00 - 17:30                   | 熊本放送           | 熊本県         | TBS系列         |
|                                                     | 木曜 16:30 - 17:00                                        | 鹿児島テレビ       | 鹿児島県       | フジテレビ系列  |
|                                                     | 木曜 17:30 - 18:00                                        | 沖縄テレビ         | 沖縄県         | フジテレビ系列  |

### アニメ関連商品

#### CD
シングル
- 恋をするたびに傷つきやすく…／歌：翠玲（cutting edge：東芝EMI）
- りりかSOS／歌：麻生かほ里（キングレコード）
- どーにか こーにか／歌：南英子（日本コロムビア）
- 笑顔を忘れない／歌：麻生かほ里（キングレコード）

サウンドトラック
- ナースエンジェルりりかSOS〜ハート・エイド・ファースト〜（スターチャイルド：キングレコード）
- ナースエンジェルりりかSOS〜ハート・エイド・セカンド〜（スターチャイルド：キングレコード）

#### VHS・LD
- VHS版はリリースされていない。

- ナースエンジェルりりかSOS 救急箱SET1（キングレコード）
- ナースエンジェルりりかSOS 救急箱SET2（キングレコード）

完全予約限定で、各五枚組。特典としてカートンBOX、完全描き下ろしジャケット、ブックレット、特製ポストカード、ノンクレジットオープニング・エンディング（計4種）などを収録。現在は、救急箱SET1・救急箱SET2共に廃盤となっている。

#### DVD・Blu-ray
ナースエンジェルりりかSOS DVD-BOX（SUPER VISION）
全7巻。1〜6巻にアニメ本編、7巻にミュージカルダイジェスト版と映像特典を収録。各巻のジャケットは、本作のキャラクターデザインを担当した渡辺はじめ監修による書き下ろし（LD-BOXのものとは異なる、イラストレーター名は未公表）。
各キャラクターの設定画、大地丙太郎・渡辺はじめ・桜井弘明・麻生かほ里によるDVD発売記念座談会を収録したブックレット付。
※初回特典：りりかフィギュア（原型師名は未公表）
※映像特典：ノンクレジットオープニング・エンディング（計4種）
ナースエンジェルりりかSOS DVD（SUPER VISION）
全6巻。製品の仕様はDVD-BOXのディスクと同じ。
ミュージカル、ノンクレジットOP&EDを収録した7巻は未発売。
2021年現在、Blu-ray版はリリースされていない。

#### パソコンソフト
まるごとナースエンジェルりりかSOS（インナーブレイン）
作中の登場人物によるボイスデータ、じゃんけんゲーム、壁紙、スクリーンセーバー、キャラクターアイコン、カレンダーを収録。

#### ノベライズ
- 『ナースエンジェルりりかSOS』（集英社コバルト文庫ピンキー、1995年10月10日刊） ISBN 4-08-614125-6
- 『ナースエンジェルりりかSOS〜緑の光の章〜』（集英社コバルト文庫ピンキー、1996年1月10日刊） ISBN 4-08-614157-4
- 『ナースエンジェルりりかSOS〜裏切りの天使の章〜』（集英社コバルト文庫ピンキー、1996年3月10日刊） ISBN 4-08-614177-9

いずれも戸田博史著。数字による巻数表示はない。
アニメ第26話までをベースにした内容で、ブロスを倒した段階でダークジョーカーとの戦いが終結するという結末になっている。
巻末にりりかと星夜の家（1巻目）、白鳩学園（2巻目）、ダークジョーカーのアジト（3巻目）の設定資料がコメント付きで掲載された。

## 漫画版
- ナースエンジェルりりかSOS 全4巻（集英社月刊『りぼん』連載、1995年1月号～1996年6月号）

漫画版の方がスタートした時期が早く、アニメ版とも共通する作品の細かな設定は作画担当の池野恋考案のもの。また、漫画版を読んだアニメ版監督の大地丙太郎が慌てて第一話の脚本を書き直したとも言われる。
当初は少女漫画らしい明るい作風だったが、アニメ版の影響か次第にシリアスな展開になっていった。

### アニメ版との相違点
漫画版とアニメ版は一種のメディアミックスのようなもので、ストーリー・設定等に相違点が多い。代表的な例は以下の通り。
ナースエンジェル
漫画では3段階に分けてエンジェルバトンがパワーアップし、必殺技にも「ファイナルエイド・フラッシュ」という最上位のものがある。なお、アニメに登場するエンジェルバトンは漫画の第2段階のもの。
星夜
星夜は漫画ではブーメランを武器に戦い、1度だけクイーンアースの戦闘服を着ていた事もある。
アニメでは星夜の家族は両親しか登場しないが、漫画には美月という名の姉が登場する。
カノン
漫画では、加納望の所属学年が小学6年生であることが明示されている。また、アニメ版でカノンが着ている白鳩学園の制服は「長袖・長ズボン」だが、漫画では他の男子生徒と同じ「長袖・半ズボン」となっている。
アニメでカノンが地球で弱っていったのは黒のワクチンに冒されていたことが原因だったが、漫画では「クイーンアースの人間は地球上ではすぐに弱ってしまう」という欠点があるためだった（ただし、ミミナ王女は漫画でもアニメでも例外的に地球の環境にうまく適応していた）。
アニメと比較すると退場までの期間が長く、アニメ版では第一部終盤に死亡するが、漫画版ではミミナと合流して暫くした後半に死亡する。
アニメではカノンの家に同居していたのは執事のシオンだったが、漫画ではカノンは「仮の両親」とともに暮らしている。カノンの本当の両親は、クイーンアースで病床に伏している。
ミミナ王女
アニメでミミナ王女が使用するエンジェルバトンの模造品は、漫画でりりかが使用する第1段階のものとデザインが同じである。
ダークジョーカー
漫画には、ブロスの弟・レギが登場する。
デューイは当初アニメのみに登場するキャラクターだったが、アニメで人気が出たため漫画版の後日談である短編「はるかなるクイーン＝アース」でカノンの親友という独自の設定で登場することとなった。
その他登場人物
アニメでは安奈は常に敬語で話すが、漫画ではりりかや花林に常体（タメ口）で話している。
アニメでは加納望親衛隊の隊長を務めているのは桑野みゆきだったが、漫画では加納と同学年のみゆきの姉が親衛隊長である。
漫画ではマルルは「命の花探査生物」とされ、カノンと共に地球に来て当初からりりかをサポートする。なお、ミミナが初めて地球に来た時連れていたのは、「クルル」という同種の雌と思しき生物。
作品設定
漫画においては、クイーンアースと地球の命の花はそれぞれ葉の形状が違う。この設定はアニメでも踏襲される予定だったが、最終的にはアニメではどちらの命の花も同じ姿となった。
アニメのクライマックスではりりかの前世であるナースエンジェルピュアホワイトが登場するが、漫画の最終話では「守護神・ナースエンジェル」と呼ばれる巨大な天使が登場し、りりかとヘレナ王女の命を救っている。また、守護神ナースエンジェルはりりかと星夜の幼少時代を舞台とした番外編でも、ふたりの前に姿を現している。

## ミュージカル
本作はテレビアニメの放映と並行して、1995年12月15日から1996年1月7日に銀座博品館劇場において全2幕のミュージカル版を公演していた。
これは本作の前々番組『姫ちゃんのリボン』と前番組『赤ずきんチャチャ』が同劇場でミュージカル公演を行っていた形を受け継いだものであり、前2作同様ダイジェスト版がテレビ上で放映された。また、本作で主役を務めた入絵加奈子は、『赤ずきんチャチャ』のミュージカル版でも主役を務めている。
登場人物こそアニメの設定を踏襲しているものの、ミュージカルの千秋楽がアニメ版の最終話よりも前のため、結末が異なっている。
千秋楽には、アニメ版でりりかの声を担当した麻生かほ里（入絵加奈子とも親しかった）が駆けつけ、会場が盛り上がった。

### あらすじ
りりかは10歳の誕生日に憧れの先輩・加納から誕生日プレゼント（ナースキャップ）を受け取る。その翌日、彼女は誕生日の記念に星夜とその両親、花林、安奈、更にりりかに誘われた加納と共に、星降り高原のキャンプ場に向かう。
一方、みゆきは執事のシューマッハの情報から加納がキャンプ場へ向かったことを知り、彼の後を追う。
キャンプ場を満喫するりりか達。だが、ダークジョーカーのデューイと、その仲間であり執事のシューマッハとしてみゆきの傍にいたケトーは、りりかの仲間達の欲望を利用し、洗脳してしまう。命の花を探す加納も体力が弱まったところを襲われ人質となってしまう。
ひとり残されたりりかは、ナースキャップを通じて語りかけるヘレナ王女の言葉によって、ナースエンジェルへ変身。加納や星夜達を救うため、ダークジョーカーと戦う。

### キャスト
- 森谷りりか：入絵加奈子
- 宇崎星夜：黒田勇樹
- 加納望（カノン）：真矢武士
- デューイ：水谷誠伺
- 桑野みゆき：五条まい
- ケトー：荒川亮
- 杉山栄子：宮島依里
- 水原花林：鈴木真仁
- 風見安奈：樋口智恵子
- 竹田美子：玉置千砂子
- ヘレナ王女：佐野朗子
- アンサンブル：大浅裕介
- 宇崎宙：高橋広司
- 宇崎裕子：大原ますみ

### スタッフ
- 原作：秋元康・池野恋（集英社 月刊『りぼん』）
- 企画：秋元康
- 演出：青井陽治
- 音楽：佐橋俊彦
- 台本・作詞：織田ゆり子
- 振付：堀内充
- 美術：二村周作
- 衣装：宇野善子
- 音響：大坪正仁
- 照明：林之弘
- 歌唱指導：実川俊晴
- 舞台監督：宮原修一
- プロデューサー：朝賀定夫（テレビ東京）・樋口正太（博品館劇場）片岡義朗（ASATSU）
- 製作：テレビ東京、博品館劇場、NAS

### テレビ放送版
アニメ最終話の翌週から3週間にわたり、全3話に再構成されたミュージカルダイジェスト版がテレビ上で放映された。オープニングとエンディングは第2期のものを使用。冒頭のタイトルには「ミュージカル」とテロップで付記され、各クレジットがミュージカルのスタッフ・キャストに変更されている。また、アイキャッチに使用される曲は、第1期のものを使用している。
編集された各所にはナレーションが挿入されており、状況を簡潔に伝えている。ナレーション担当は天野由梨。
このダイジェスト版は、本作のDVD-BOX第7巻に収録されている。

#### ミュージカル放送リスト
- ミュージカル第1話 命の花はどこに
- ミュージカル第2話 ねえ思い出して
- ミュージカル第3話 いつもそばにいるから

#### ビデオ編集スタッフ
- ビデオ制作：キティエンタープライズ
- ディレクター：栃谷仁
- プロダクションマネージャー：江川泉
- アシスタントディレクター：星野滋延

## 変身プロセス
「聖なる力、聖なる願い、ここへ！」と叫ぶことで、ブレスレットが出現。そして聖なる光で変身する。最後には、「まばゆい光、気高き白、聖なる大地の命の叫び！ナースエンジェル！天よりの使い！」と名乗りをあげる。